# Cratere Sumbur
Sumbur è un cratere sulla superficie di Callisto.